# Magna Braban: Henreki no Yusha
 (novembre 2015).
Si vous disposez d'ouvrages ou d'articles de référence ou si vous connaissez des sites web de qualité traitant du thème abordé ici, merci de compléter l'article en donnant les références utiles à sa vérifiabilité et en les liant à la section « Notes et références ».
Magna Braban: Henreki no Yusha (マグナブラバン 遍歴の勇者) est un jeu vidéo de rôle au tour par tour développé par Lenar et édité par ASK Kodansha. Il est sorti uniquement au Japon le 18 novembre 1994 sur SNES,.

## Synopsis
Dans un monde fantastique, un chevalier sauve le tout jeune paysan Alex d'une mort certaine. Après l'évènement, celui-ci rêve de devenir en grandissant lui-même chevalier. Un tournoi de combat est organisé dans la ville auquel Alex et ses 2 compagnons Gates (nain) et Gina (magicienne) veulent participer pour faire leur preuve. Des monstres attaquent l'évènement, et les 3 protagonistes qui s'étaient absentés sont miraculeusement les seuls survivants. Ils passent pour des héros auprès du Roi, qui les fait chevalier. Les 3 héros, malgré eux, ont pour mission de vaincre le Roi Démon et ses sbires.

## Système de jeu
Les combats sont en vue 3D isométrique. Le jeu a été noté pour ses situations cocasses et ses anti-héros.